# مون استودیوز
مون استودیوز (انگلیسی: Moon Studios) یک شرکت توسعه‌دهنده بازی ویدئویی اتریشی است که در سال ۲۰۱۰ در وین تاسیس پیدا کرد. از مهم ترین بازی های ساخته شده توسط این شرکت می توان به اوری و جنگل کور و اوری و اراده خردمندان اشاره کرد.